# Aleksej Ovčinnikov
Aleksej Vladimirovič Ovčinnikov (in russo Алексей Владимирович Овчинников?; Mosca, 2 aprile 1950 – Mosca, 16 novembre 2008) è stato un calciatore sovietico, dal 1991 russo, di ruolo difensore.

## Carriera
Giocò in quasi tutte le principali squadre della città di Mosca.